# Macedónia a 2010. évi nyári ifjúsági olimpiai játékokon
Macedónia a Szingapúrban megrendezett 2010. évi nyári ifjúsági olimpiai játékok egyik részt vevő nemzete volt. Sportolói 4 sportágban vettek részt: sportlövészet, tenisz, tollaslabda, úszás.

## Sportlövészet
Lány
| Versenyző      | Versenyszám         | Selejtező | Selejtező | Döntő   | Döntő    | Döntő    |
| Versenyző      | Versenyszám         | Pont      | Helyezés  | Pont    | Összesen | Helyezés |
| -------------- | ------------------- | --------- | --------- | ------- | -------- | -------- |
| Dijana Petrova | 10 m-es légpisztoly | 363       | 18.       | kiesett | kiesett  | kiesett  |

## Tenisz
Fiú
| Versenyző     | Versenyszám | 32-es főtábla                  | Nyolcaddöntő               | ViNegyeddöntő              | Elődöntő                   | Bronzmérkőzés              | Döntő                      | Helyezés                   |
| Versenyző     | Versenyszám | Ellenfél Eredmény              | Ellenfél Eredmény          | Ellenfél Eredmény          | Ellenfél Eredmény          | Ellenfél Eredmény          | Ellenfél Eredmény          | Helyezés                   |
| ------------- | ----------- | ------------------------------ | -------------------------- | -------------------------- | -------------------------- | -------------------------- | -------------------------- | -------------------------- |
| Sztefan Micov | Egyes       | Jozef Kovalik (SVK) · 5-7, 1-6 | kiesett, vigaszágra került | kiesett, vigaszágra került | kiesett, vigaszágra került | kiesett, vigaszágra került | kiesett, vigaszágra került | kiesett, vigaszágra került |

| Versenyző     | Versenyszám | Vigaszág Nyolcaddöntő             | Vigaszág Negyeddöntő           | Vigaszág Elődöntő                   | Vigaszág Bronzmérkőzés | Vigaszág Döntő               |
| Versenyző     | Versenyszám | Ellenfél Eredmény                 | Ellenfél Eredmény              | Ellenfél Eredmény                   | Ellenfél Eredmény      | Ellenfél Eredmény            |
| ------------- | ----------- | --------------------------------- | ------------------------------ | ----------------------------------- | ---------------------- | ---------------------------- |
| Sztefan Micov | Egyes       | Mate Pavić (CRO) · 7-6, 5-7, 10-7 | Pavel Krainik (CAN) · 4-3, RET | Diego Acosta (ECU) · 6-7, 7-6, 10-7 |                        | Darian King (BAR) · 5-7, 2-6 |

Vegyes
| Versenyző                               | Versenyszám | Nyolcaddöntő                                                  | Negyeddöntő       | Elődöntő          | Bronzmérkőzés     | Döntő             | Helyezés |
| Versenyző                               | Versenyszám | Ellenfél Eredmény                                             | Ellenfél Eredmény | Ellenfél Eredmény | Ellenfél Eredmény | Ellenfél Eredmény | Helyezés |
| --------------------------------------- | ----------- | ------------------------------------------------------------- | ----------------- | ----------------- | ----------------- | ----------------- | -------- |
| Sztefan Micov (MKD) · Ahmed Triki (TUN) | Páros       | Magyarország (HUN) · Fucsovics Márton · Zsiga Máté · 4-6, 2-6 | kiesett           | kiesett           | kiesett           | kiesett           | -        |

## Tollaslabda
Lány
| Versenyző            | Versenyszám | Csoportkör                       | Csoportkör                     | Csoportkör                         | Csoportkör | Egyenes kieséses szakasz | Egyenes kieséses szakasz | Egyenes kieséses szakasz | Egyenes kieséses szakasz | Helyezés |
| Versenyző            | Versenyszám | 1. Mérkőzés                      | 2. Mérkőzés                    | 3. Mérkőzés                        | Helyezés   | Negyeddöntő              | Elődöntő                 | Bronzmérkőzés            | Döntő                    | Helyezés |
| -------------------- | ----------- | -------------------------------- | ------------------------------ | ---------------------------------- | ---------- | ------------------------ | ------------------------ | ------------------------ | ------------------------ | -------- |
| Dragana Volkanovszka | Egyes       | Airi Mikkela (FIN) · 10-21, 5-21 | Tara Pilven (AUS) · 7-21, 3-21 | Carolina Marín (ESP) · 5-21, 10-21 | 4.         | kiesett                  | kiesett                  | kiesett                  | kiesett                  | -        |

## Úszás
Fiú
| Versenyző         | Versenyszám         | Előfutam | Előfutam | Elődöntő | Elődöntő | Döntő   | Döntő    |
| Versenyző         | Versenyszám         | Idő      | Hely.    | Idő      | Hely.    | Idő     | Helyezés |
| ----------------- | ------------------- | -------- | -------- | -------- | -------- | ------- | -------- |
| Marko Blazsevszki | 400 m-es gyorsúszás | 4:05.67  | 17.      |          |          | kiesett | kiesett  |

Lány
| Versenyző        | Versenyszám         | Előfutam | Előfutam | Elődöntő | Elődöntő | Döntő   | Döntő    |
| Versenyző        | Versenyszám         | Idő      | Hely.    | Idő      | Hely.    | Idő     | Helyezés |
| ---------------- | ------------------- | -------- | -------- | -------- | -------- | ------- | -------- |
| Tiana Taszevszka | 50 m-es gyorsúszás  | 28.11    | 30.      | kiesett  | kiesett  | kiesett | kiesett  |
| Tiana Taszevszka | 100 m-es gyorsúszás | 1:01.04  | 39.      | kiesett  | kiesett  | kiesett | kiesett  |
| Szimona Marinova | 100 m-es gyorsúszás | 1:01.21  | 43.      | kiesett  | kiesett  | kiesett | kiesett  |
| Szimona Marinova | 200 m-es gyorsúszás | 2:09.55  | 28.      |          |          | kiesett | kiesett  |
| Szimona Marinova | 400 m-es gyorsúszás | 4:25.31  | 12.      |          |          | kiesett | kiesett  |

## Fordítás
Ez a szócikk részben vagy egészben  a   Macedonia at the 2010 Summer Youth Olympics című angol Wikipédia-szócikk fordításán alapul.  Az eredeti cikk szerkesztőit annak laptörténete sorolja fel. Ez a jelzés csupán a megfogalmazás eredetét és a szerzői jogokat jelzi, nem szolgál a cikkben szereplő információk forrásmegjelöléseként.